# Panic Cord
"Panic Cord" é uma canção da cantora inglesa Gabrielle Aplin, contida em seu álbum de estreia English Rain e lançada como o terceiro single do disco em 5 de maio de 2013 pela Parlophone. Originalmente gravada para o terceiro EP independente de Aplin, intitulado Never Fade (2011), a faixa foi composta pela intérprete juntamente com Jez Ashurst e Nick Atkinson, enquanto que sua produção foi realizada por Mike Spencer. Comercialmente, "Panic Cord" foi exitosa, alcançando a 19.ª posição na tabela de singles do Reino Unido, e entrando para as paradas da Bélgica, Irlanda e Escócia. No entanto, foi no Japão que obteve seu melhor pico, atigindo a décima colocação na parada publicada pela Billboard no país.

## Recepção
A recepção crítica para com "Panic Cord" foi positiva. Scott Kerr, comentarista da base de dados AllMusic, disse que a canção dá "o tom do álbum [English Rain]". Analisando o álbum para a musicOMH, John Murphy elogiou "Panic Cord" por bem representar o talento de Aplin como compositora.

## Faixas e formatos
- Download digital – EP

1. "Panic Cord" – 3:34
2. "Dreams" (com Bastille) – 4:20
3. "Panic Cord" (Hucci Remix) – 4:50
4. "Please Don't Say You Love Me" (Cyril Hahn Remix Edit) – 3:53

- Disco de vinil de sete polegadas

1. "Panic Cord" – 3:27
2. "Panic Cord" (Hucci Remix) – 4:50

## Créditos
Créditos de "Panic Cord" adaptados do encarte do álbum English Rain.
- Gabrielle Aplin – composição, vocal principal, vocal de apoio, violão
- Nick Atkinson – composição
- Jez Ashurst – composição
- Mike Spencer – produção musical, teclado, violão, baixo, programação
- Liz Horsman – vocal de apoio, programação adicional
- Rob Harris - violão

## Paradas musicais
| Parada musical (2013)            | Melhor posição |
| -------------------------------- | -------------- |
| Bélgica (Ultratip Flandres)      | 10             |
| Irlanda (IRMA)                   | 77             |
| Escócia (Scottish Singles Chart) | 19             |
| Japão (Japan Hot 100)            | 10             |
| Japão (Hot Overseas)             | 1              |
| Reino Unido (UK Singles Chart)   | 19             |